# Ulão
Ulão (em latim: Ullo) foi um oficial franco do século VI, ativo durante o reinado de Gontrão (r. 561–592).

## Vida
Ulão era conde de Burges. Em 585, ele e Bossão capturaram e mataram Gundobaldo. Talvez era o conde de Burges de nome incerto que tempos depois tentou punir alguns monges de São Martinho no distrito de Burges por não ajudarem na campanha contra Gundobaldo. Talvez pode ser associado a Olão.